# 山内隆通
山内 隆通（やまのうち たかみち）は、戦国時代から安土桃山時代にかけての武将。毛利氏の家臣。備後国恵蘇郡地毘荘本郷の甲山城を本拠とした国人である備後山内氏の当主。

## 生涯

### 山内氏当主就任
享禄3年（1530年）、備後山内氏庶流である多賀山氏当主・多賀山通続と、備後山内氏当主・山内直通の娘との間の嫡男として誕生した。
天文元年（1532年）、出雲国の尼子経久の三男・塩冶興久が経久に対して反乱を起こすも敗北した。敗れた興久は義兄・山内直通を頼って山内氏の居城である甲山城に落ち延び、直通は興久を匿った。これに対し尼子経久は、天文3年（1534年）に尼子氏家臣の黒正甚兵衛を派遣して興久の引き渡しを直通に要求した。直通は興久に対する義理や情誼によって応諾することが出来なかったが、そのことを察した興久は直通に謝して自害したとされる。直通は興久の首を尼子氏に引渡して和睦したものの、山内氏と尼子氏の関係は改善しなかった。
山内氏と尼子氏の関係が悪化していることに目をつけた毛利元就は山内氏との関係強化に乗り出し、天文4年（1535年）に山内氏と毛利氏の間で講和が成立した。山内氏と毛利氏の講和を脅威と見た尼子経久と尼子詮久（後の晴久）は、天文5年（1536年）春に備後に侵攻して甲山城を攻略し、直通を隠居に追い込んだ。直通の子・豊通は直通に先立って死去しており、嫡男もいなかったことから、当初詮久は山内氏を断絶させるつもりであったが、尼子氏寄りだった多賀山氏出身で直通の外孫である隆通に山内家の家督を相続させることにした。
以上の経緯から、隆通が当主に就任した時の山内氏は尼子氏の強い影響下にあったが、天文9年（1540年）から天文10年（1541年）にかけての吉田郡山城の戦いで尼子詮久が毛利元就の吉田郡山城攻略に失敗し、天文10年（1541年）11月13日には尼子経久が死去した。これを好機と見た直通、三吉隆亮、多賀山通続、福屋隆兼、吉川興経、宮若狭守、三刀屋久扶、宍道隆慶、三沢為清、本城常光、河津民部左衛門、古志清左衛門尉等の備後・安芸・石見、出雲の国人たちは陶隆房（晴賢）に、大内義隆が自ら出雲国へ侵攻するならば大内方へ味方する旨の書状を書き送った。これにより、天文11年（1542年）から天文12年（1543年）にかけて大内義隆の出雲遠征が行われ、隆通も従った。天文12年（1543年）1月11日には大内義隆から「隆」の偏諱と加冠状を与えられている。
しかしこの出雲遠征は上手くいかず、三沢為清、三刀屋久扶、吉川興経、本城常光、そして山内隆通らが再び尼子方に転じたことで失敗に終わる。この時、撤退中の毛利元就ら一行を隆通が居城の甲山城で慰労し、家臣を護衛につけて吉田郡山城まで送ったという逸話が伝えられている。

### 毛利氏帰属と対尼子氏
天文22年（1553年）、元就の娘婿・宍戸隆家の母が、隆通の祖父・直通の娘であった縁から、宍戸隆家と口羽通良から毛利氏へ帰順するよう説得を受けた隆通は、同年12月3日に9ヶ条の条件を宍戸隆家に提示した。元就と隆元は三谿郡和智村と涌喜氏に関する2ヶ条を除く7ヶ条を承認して起請文を隆通に送った。この返答を隆通も受け入れ、以後山内氏は毛利氏の麾下に属することとなり、他の備後の諸将とは別格の待遇を受けて重用されている。
弘治元年（1555年）の厳島の戦い後の防長経略において隆通は、元就らが留守の安芸国へ尼子晴久が備後路から侵攻することを防ぐために、甲山城の守りを固めた。弘治3年（1557年）に大内氏が滅亡すると毛利氏は尼子氏との対決へと移るが、尼子氏との対決においては備後で大きな勢力を有する山内氏らの協力が必要であった。この頃、隆通は将軍の足利義輝から毛氈鞍覆と白傘袋の免許を得るために、義輝の同朋衆と思われる縁阿弥を通じて結城意旭へ働きかけ、さらに義輝や縁阿弥、朽木輝孝などへの贈物をし、毛氈鞍覆と白傘袋の免許を得ている。京を追われて流浪の将軍となった足利義昭からではなく、京都にいた足利義輝から許可を受けたことは備後の在地領主の中でも大きな権威付けとなったが、許可を得るために多くの贈物をしていることからも、この当時の山内氏がそれだけの勢力を有していたことと、そうまでしてでも毛氈鞍覆と白傘袋の免許を得る価値があったことが窺われる。
永禄5年（1562年）から始まる元就の出雲侵攻で隆通は先鋒を務め、7月、尼子氏領である出雲国牛尾の半分である700貫、賀茂500貫、井能300貫、佐世700貫を与えること約束され、同年10月には出雲国道前300貫も加えられた。永禄6年（1563年）にも元就は牛尾の半分を与える約束が間違いではないことを重ねて申し入れている。そして永禄9年（1566年）に尼子義久は毛利氏に降伏した。永禄11年（1568年）1月に隆通は、比叡山延暦寺に依頼して、武運長久、家内安全、子孫繁昌、息災延命を祈祷し、同年に九州の大友氏との戦いに動員されている。また、元亀元年（1570年）、毛利氏に石見を追われていた福屋隆兼が出雲に潜入し、尼子氏再興のため出雲へ侵攻した尼子勝久と合流したため、同年7月25日に隆通は出雲国宇祢路において福屋隆兼と戦った。

### 輝元期の隆通
元亀2年（1571年）6月14日に毛利元就が死去した翌年の元亀3年（1572年）、毛利輝元から忠誠心を疑われたのか、隆通は熊谷信直を仲介として、輝元へ変わらず忠誠を尽くすことを誓い、その証として輝元に太刀一腰と金覆輪の鎧、輝元の側近である児玉元良に銭200疋を贈っている。これを受けて輝元は、同年7月25日に山内隆通・元通父子に対して、今後は何人が告げ口をしようとも山内父子の忠誠心を疑う事は無いと起請文で誓っている。そして、同年7月28日、隆通と元通は吉川元春・元長父子に対して、山内氏が輝元に対して異心を抱いていないことは輝元が納得したので、少しでも疑うことがあれば直接お尋ね頂き、今後とも吉川氏の指南・扶助を得たい旨を起請文で伝え、内容に偽りのないことを誓約した。同年8月1日に吉川元春・元長父子は起請文で、今後は如何なる事があっても山内氏を疑う事はなく、山内元通と吉川元長が兄弟の契約を結ぶ上は今後とも両家が懇意にすることを誓約した。
天正4年（1576年）、織田信長に京を追われた将軍・足利義昭が毛利輝元の勢力下であった備後国の鞆に移ると、輝元は隆通に対して義昭への援助を命じた。隆通は滑良通泰を鞆に派遣し、足利義昭とその家臣に数々の贈物をし、これに対して安国寺恵瓊は「面目の至り、大慶これに過ぐべからず候」と書き送っている。
天正7年（1579年）7月15日、隆通の嫡男・元通が父に先立ち33歳で死去した。元通には庶子の千法師（後の佐々部元宗）がいたが、隆通は次男の千代丸（後の山内広通）を元通の養子として後継に据え、熊谷信直と宍戸隆家を通じて吉川元春に働きかけ、広通への家督相続の許可を輝元に求めた。輝元は同年8月17日に宍戸隆家宛ての書状において広通の家督相続の許可を出した。隆通父子はその御礼として、輝元に太刀一腰と馬一疋、宍戸隆家に太刀一腰と馬代を送り、天正8年（1580年）9月5日には宍戸隆家に対して疎意無きことを誓約した。これに対して宍戸隆家・元孝父子も同年9月6日に山内父子に起請文を提出した。隆家の祖父元源や父元家を通じて宍戸氏と山内氏は因縁浅からず、また隆家が幼少の頃数年に渡って隆通の祖父・直通に養育された恩は忘れ難いとして、宍戸氏も山内氏に対して疎略無き事を誓約した。同年10月には祝儀として、隆通が宍戸隆家に太刀一腰と青銅1000疋を贈っている。

### 毛利氏家臣へ
天正12年（1584年）3月13日、輝元は隆通に対し、三吉氏や久代氏、三沢氏と同様に毛利氏に人質を差し出す事を要求。さらに同年4月18日には熊谷信直に対し、隆通が人質を出すよう宍戸隆家への助言を依頼した。これを受けて熊谷信直は同年4月20日に隆通へ書状を送り、輝元の人質要求に対して隆通が分別を持って返事するよう求め、同日に隆通は広通を人質として宍戸隆家に差し出すので輝元への取り成しをするよう信直に依頼した。同年5月23日に広通は人質として宍戸氏の五龍城へ行くこととなったが、隆通は広通が五龍城へ行くのは病の養生の為と称するよう熊谷信直に述べている。
天正13年（1585年）に隆通は輝元らに従って四国征伐に従軍し、天正14年（1586年）2月12日、輝元の命により山内氏の知行高を注進した。この時の山内氏の所領は備後、安芸、出雲に渡っており、山内家重臣である滑通恒、宇野通治、河面通友、涌喜通良らの所領を含めて合計6748貫であった。この人質差出と所領注進によって、以後の山内氏は毛利氏の体制に組み込まれていくこととなり、同年10月15日、隆通は死去した。享年57。